# Emanuel Homolacs

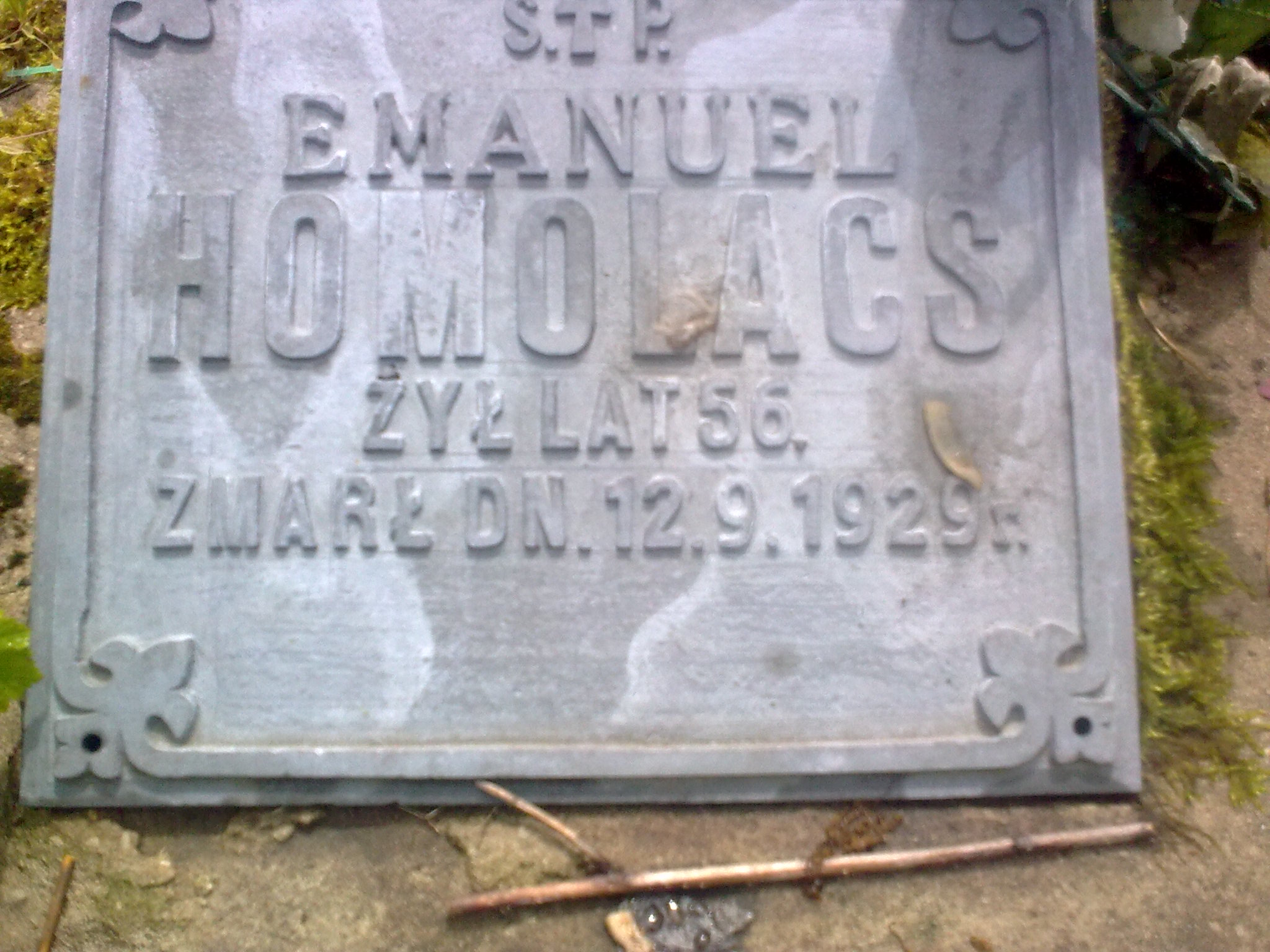
Płyta nagrobna na cmentarzu w Nieliszu

Emanuel Homolacs (ur. 25 lipca 1873 w Rzędowicach, zm. 12 września 1929 w Krasnymstawie) – pułkownik saperów Wojska Polskiego.

## Życiorys
W 1891 roku zdał maturę w Krakowie, następnie wstąpił do cesarskiej i królewskiej Technicznej Akademii Wojskowej w Mödling, którą ukończył w 1894 roku. Do 1900 roku służył w 9 batalionie pionierów w Krakowie. W latach 1897–1899 studiował na Politechnice Wiedeńskiej, a po jej ukończeniu pracował w Wojskowym Komitecie Technicznym przy Sztabie Głównym. W 1904 roku został zwolniony do rezerwy i do 1914 roku pracował we własnym majątku. W 1914 roku, po wybuchu wojny, został powołany do wojska na stanowisko dowódcy kompanii saperów w 1 batalionu saperów, którym następnie dowodził na froncie wschodnim. W 1915 roku wyznaczono go na zastępcę dowódcy 1 pułku saperów, a w 1916 – na kierownika składu pionierów 12 Korpusu. W latach 1917–1918 był kierownikiem ekspozytury wojskowej w Wadowicach. 
W dniu 1 listopada 1918 roku wstąpił do Wojska Polskiego i został wyznaczony na dowódcę zapasowej kompanii saperów w  3 batalionie saperów. W 1919 roku, w obliczu zagrożenia bolszewickiego, objął stanowisko szefa Zarządu Fortyfikacyjnego w Przemyślu oraz zastępcy dowódcy Grupy Fortyfikacyjnej nr 5. Jako jeden z wybitnych inżynierów, kierował rozbudową linii obronnej: Bełżec, Rawa Ruska, Lwów, Mikołajów nad Dnieprem. Następnie kierował budową umocnień linii obronnej Sanu i Przemyśla. Za wzorowe wykonanie tych prac otrzymał pochwałę od dowódcy Okręgu Generalnego „Lwów”, generała porucznika Roberta Lamezan-Salins.
Po zawarciu pokoju w Rydze, został komendantem  Kościuszkowskiego Obozu Szkolnego Saperów w Warszawie. W latach 1921–1922 był dowódcą 6 pułku saperów w Przemyślu. Podczas wykonywania tych zadań wykazał duże zdolności organizacyjne i szkoleniowe. Pułk zorganizowany z baonów wracających z frontu, wkrótce stał się jednostką wzorową i wysunął na czoło w wojskach saperskich. W listopadzie 1922 roku został zatwierdzony na stanowisku szefa Inżynierii i Saperów w Dowództwie Okręgu Korpusu Nr X w Przemyślu. Od 1923 do 1926 był szefem Inżynierii i Saperów w Dowództwie Okręgu Korpusu Nr IV w Łodzi. Wykazał wiele energii i zapału nad usprawnianiem ich pracy oraz zorganizowaniem należytego szkolenia i ćwiczeń w pułkach, a także w zakładach budowlanych. Na szczególne wyróżnienie zasługiwały zorganizowane przez niego prace przy remoncie zniszczonych podczas wojny koszar i budynków magazynowych.
1 marca 1927 roku został skierowany na dwumiesięczny urlop, a z dniem 30 kwietnia 1927 roku, mając niespełna 54 lata, został przeniesiony w stan spoczynku. Razem z nim w stan spoczynku zostało przeniesionych 10 pułkowników, 8 podpułkowników, 11 majorów i 2 kapitanów korpusu oficerów inżynierii i saperów. Zmarł 13 września 1929 roku w Krasnymstawie.

## Awanse
- podporucznik – 1894
- porucznik
- kapitan – ze starszeństwem z dniem 1 listopada 1914[7]
- major
- podpułkownik –[8]
- pułkownik – ze starszeństwem z dniem 1 czerwca 1919[9]

## Ordery i odznaczenia
- Krzyż Kawalerski Orderu Odrodzenia Polski
- Krzyż Niepodległości
- Krzyż Walecznych (1922)[10]

## Opinie
Był sprawnym organizatorem, wysokiej klasy specjalistą budownictwa i fortyfikacji oraz dobrym dowódcą. Oficer o wysokiej wiedzy fachowej i ogólnej, obowiązkowy, pracowity i wymagający.